# أغوزبن (بايين خيابان ليتكوة)
أغوزبن (بالفارسية: آغوزبن) هي قرية تقع في إيران في قسم بایین خیابان لیتکوة الريفي. يقدر عدد سكانها بـ 874 نسمة بحسب إحصاء 2016.